# Кокарал (Букинский район)
Кокарал (узб. Koʻkorol — зелёный остров) — посёлок, Центр сельского схода граждан в Букинском районе Ташкентской области Узбекистана. Расположен в 20 км от районного центра города Бука.
Недалеко от посёлка на высоте 340 м находится метеорологическая станция с таким же названием.
Код СОАТО посёлка Кокарал — 1727228833.